# Manjakandriana (distrikt)
Manjakandriana är ett distrikt i Madagaskar.   Det ligger i regionen Analamanga, i den centrala delen av landet, 25 km öster om huvudstaden Antananarivo.